# Holocanthon mateui
Holocanthon mateui là một loài bọ cánh cứng trong họ Bọ hung (Scarabaeidae).